# Musa basjoo
A Musa basjoo az egyszikűek (Liliopsida) osztályának a gyömbérvirágúak (Zingiberales) rendjébe, ezen belül a banánfélék (Musaceae) családjába tartozó faj.

## Előfordulása
A Musa basjoo őshazája a kínai Szecsuan tartomány; itt még megvannak a növény eredeti, vad állományai. Ebben a tartományban és Kína déli részein ipari mértékben termesztik; ugyanúgy a Japánhoz tartozó Rjúkjú-szigeteken is.

## Változatai
- Musa basjoo var. basjoo - szin: Musa japonica Thibaud & Keteleer, Rev. Hort. (Paris) 60: 491 (1889), no diagnostic descr.
- Musa basjoo var. lushanensis (J.L.Liu) Häkkinen, Fruit Gard. 43(3): 14 (2011). - szin: Musa lushanensis J.L.Liu, Acta Bot. Yunnan. 11: 171 (1989)
- Musa basjoo var. luteola (J.L.Liu) Häkkinen, Fruit Gard. 43(3): 14 (2011). - szin: Musa luteola J.L.Liu, Invest. Stud. Nat. 10: 41 (1990).

## Megjelenése
Ez a banánfaj lágy szárú, évelő növény, amelynek 2-2,5 méter magas szára törzsszerűvé alakult. A szár tetején, koronaszerűen 2 méter hosszú és 70 centiméter széles levelek ülnek. A levelek élénk zöldek. Az 1 méter hosszú virágzatán egyaránt találhatók hím- és nőivarú virágok. Az 5-10 centiméter hosszú és 2-3 centiméter széles gyümölcse sárgászöld héjú; belül fehér, számos fekete maggal. Az ember által nem fogyasztható. A Musa basjoo nemigen bírja a hideget, emiatt télen a szára és a levelei elpusztulnak, azonban a gyöktörzse fagyálló és minden évben újra kihajt.

## Felhasználása
Habár a gyümölcse nem ehető, a növény szárát, virágát, levelét és gyöktörzsét már régóta felhasználják a hagyományos orvoslásban.
Japánban e banán szárából kinyert szálasanyagból ruhát, szőnyeget, és papírt készítenek.
Világszerte dísznövényként termesztik.

## Képek

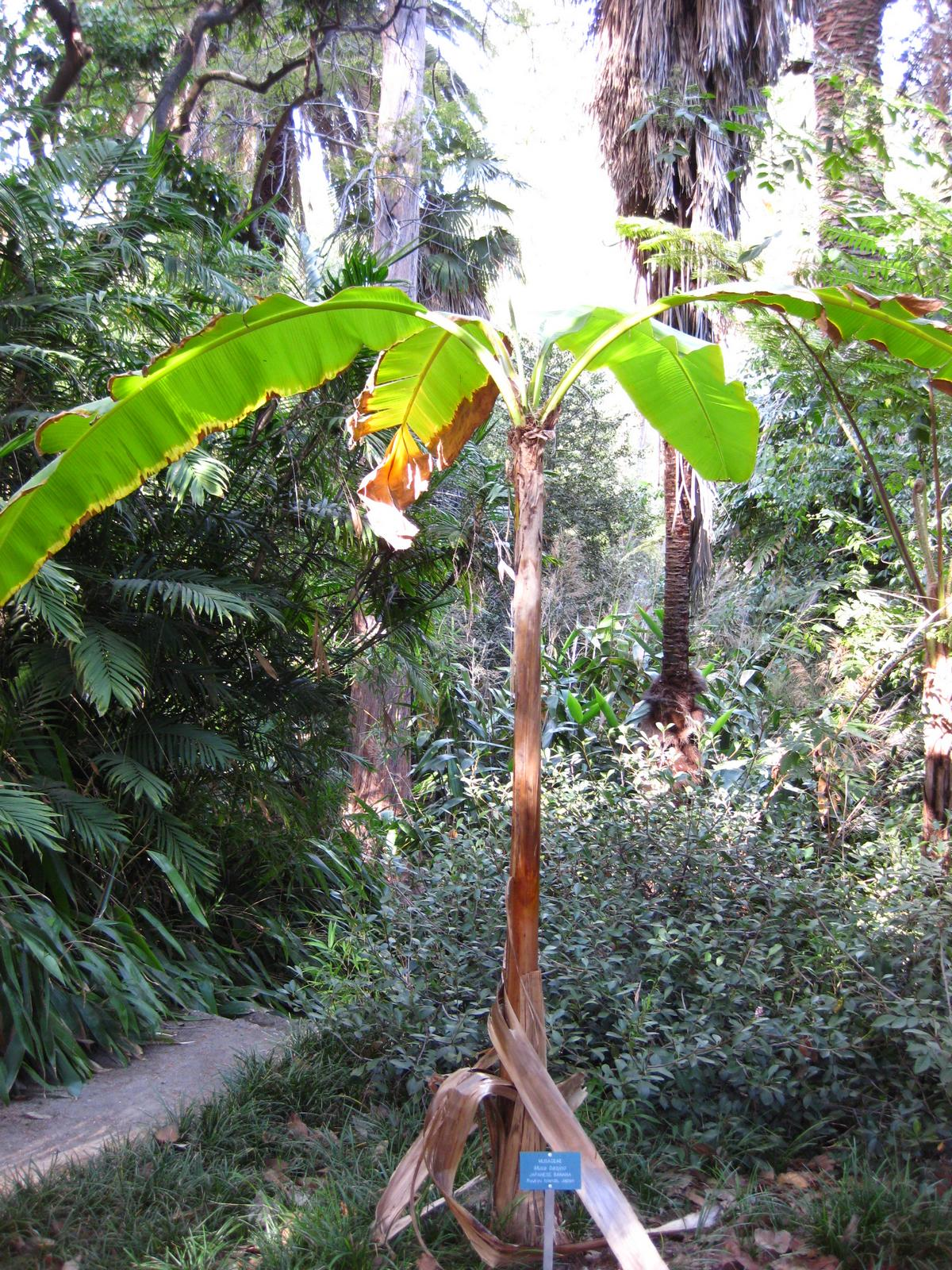
a növény
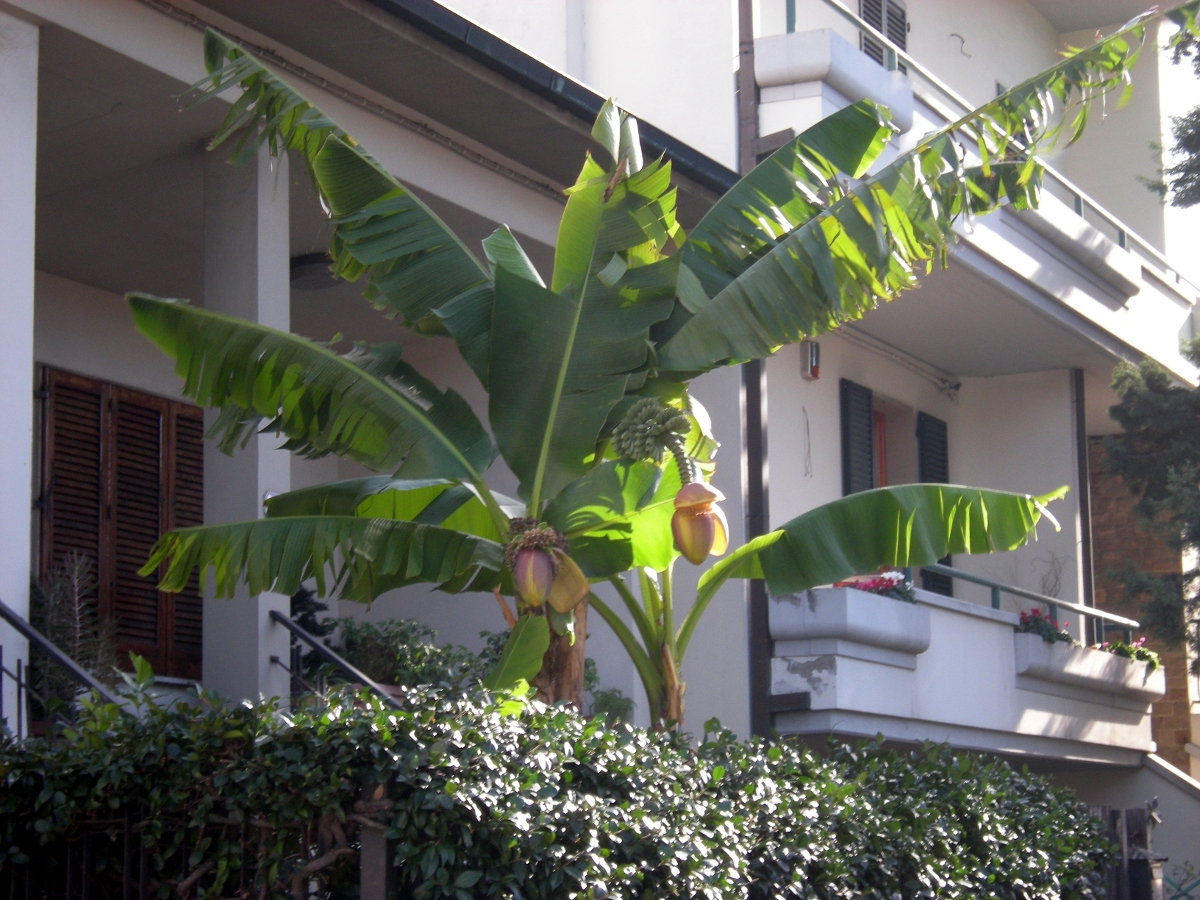
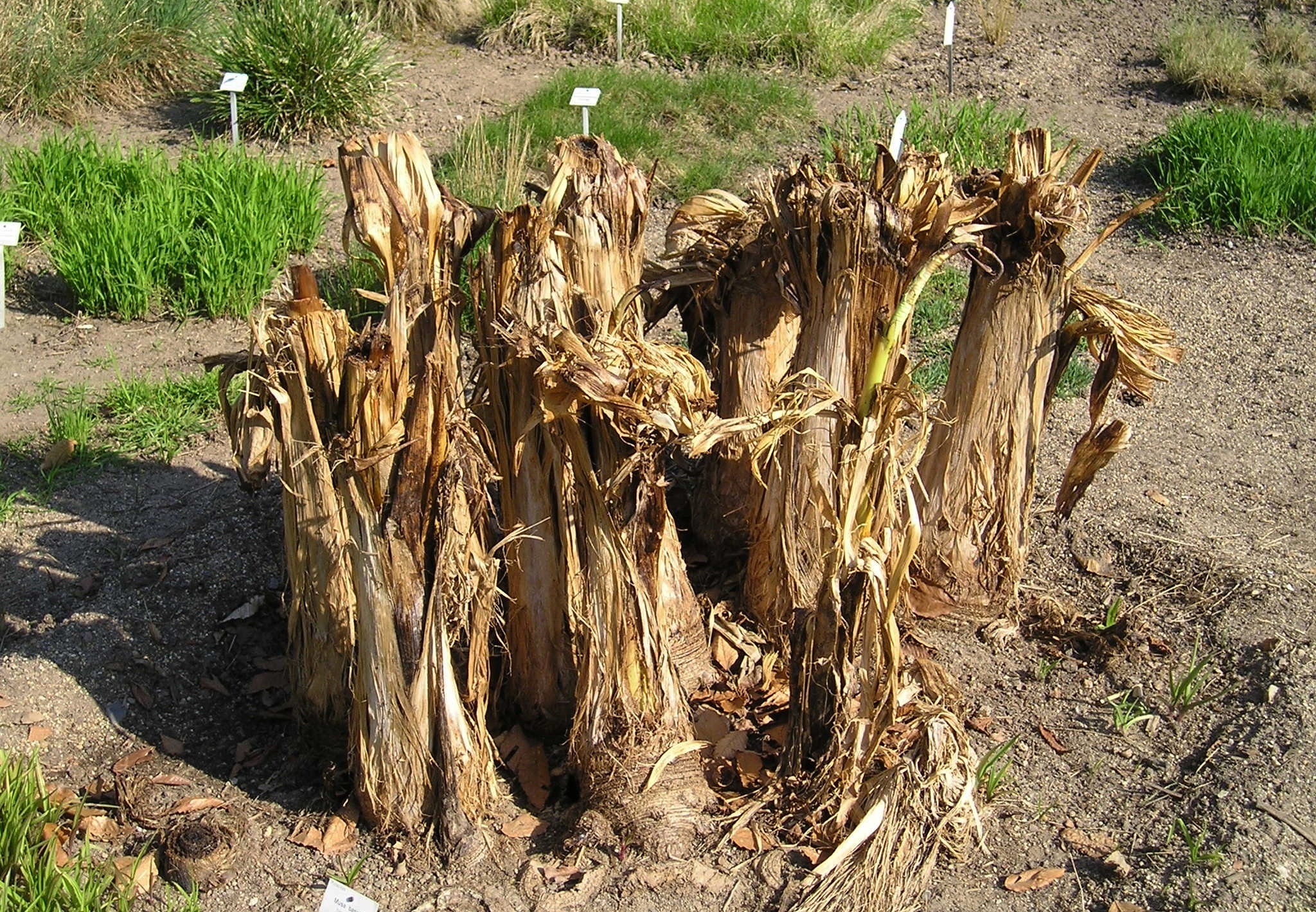
elhalt szárak
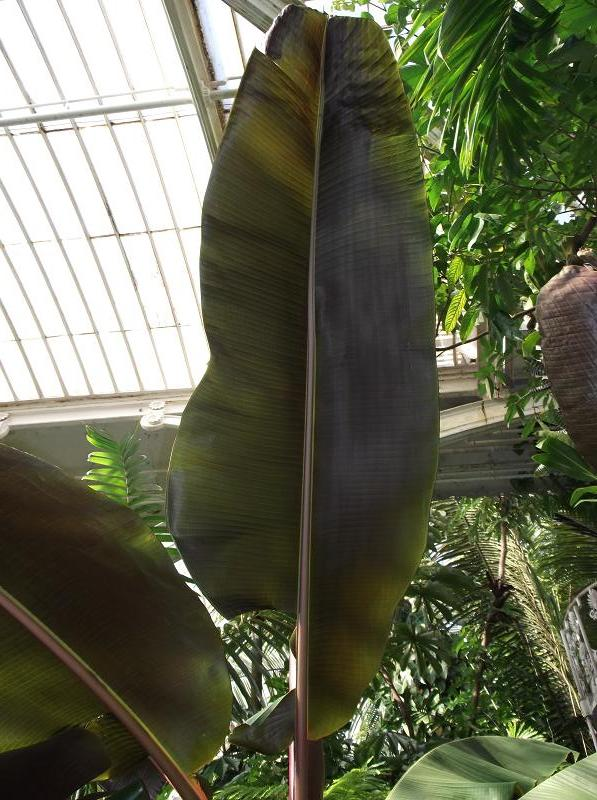
a levele
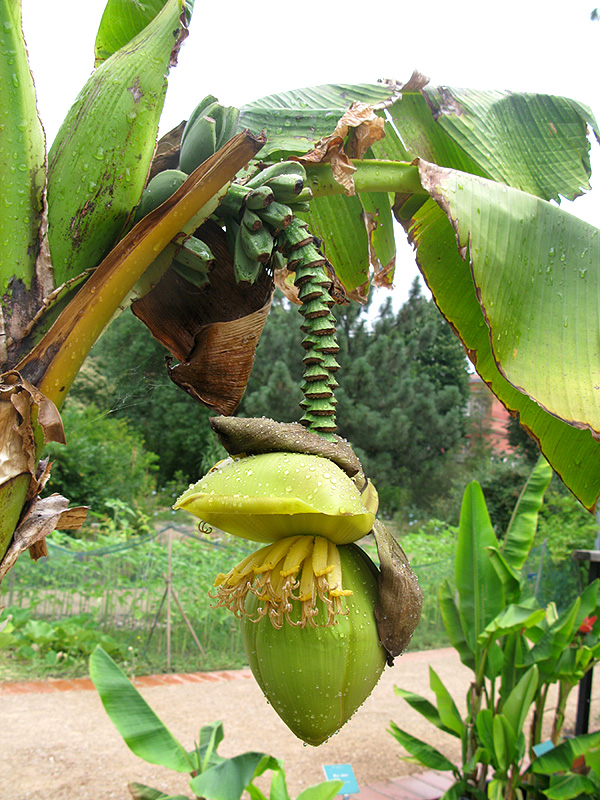
a virágzatai
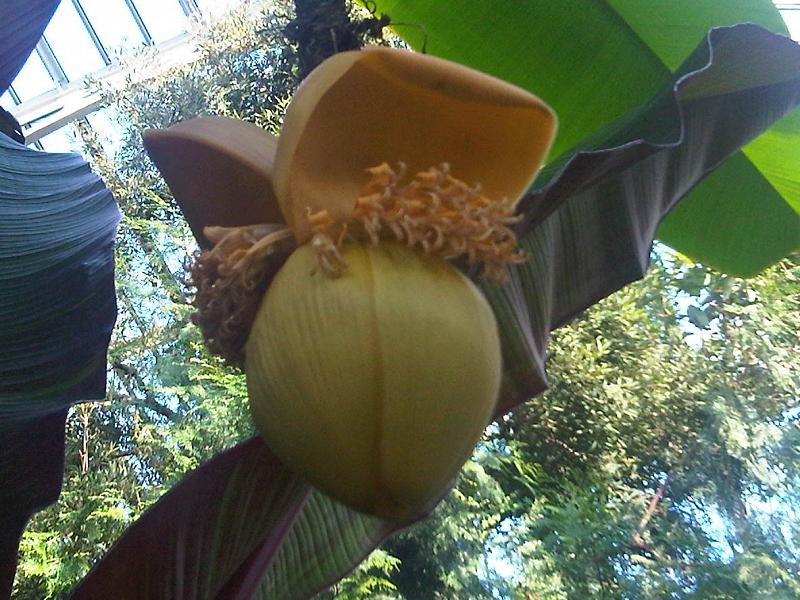
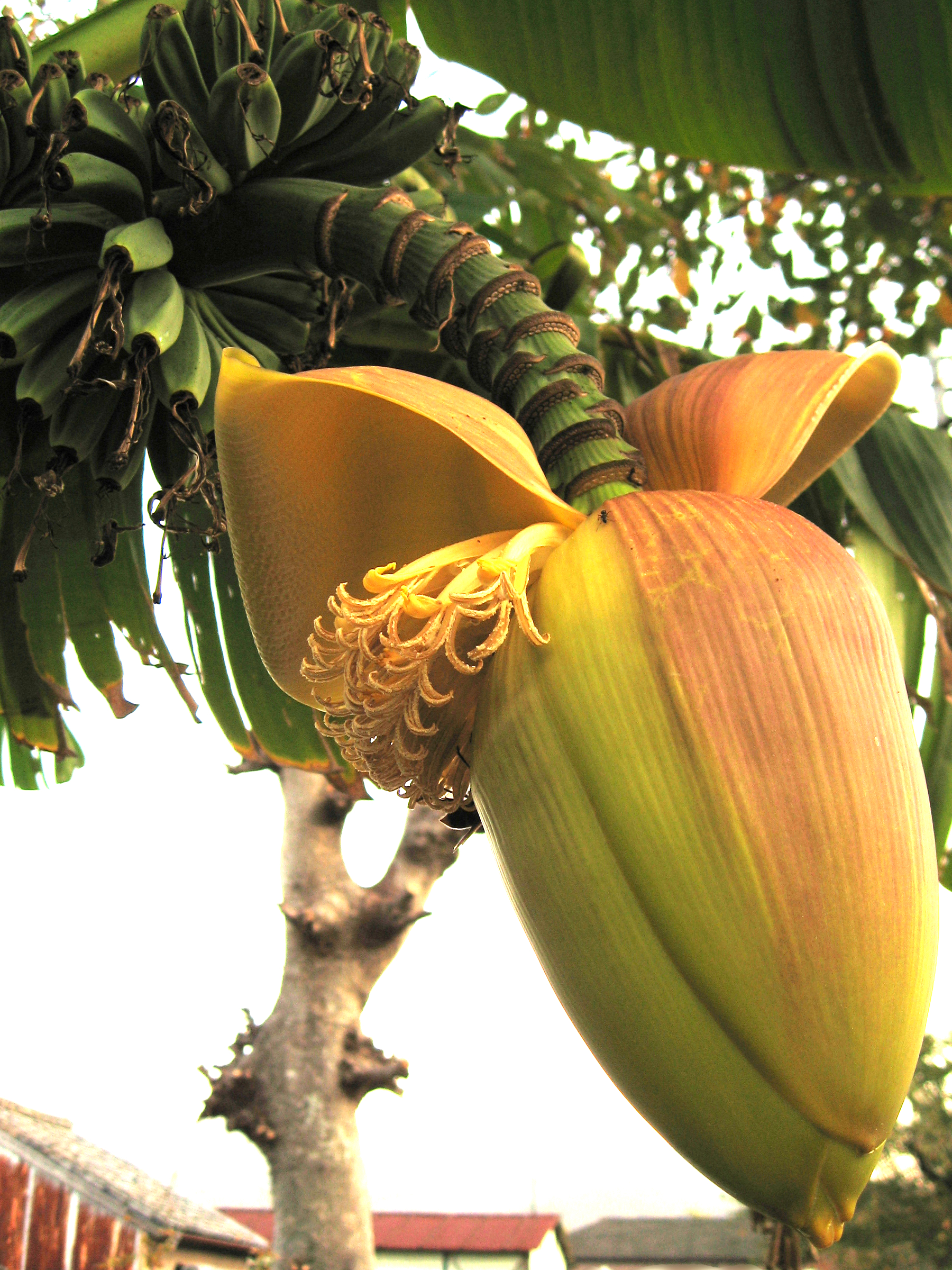
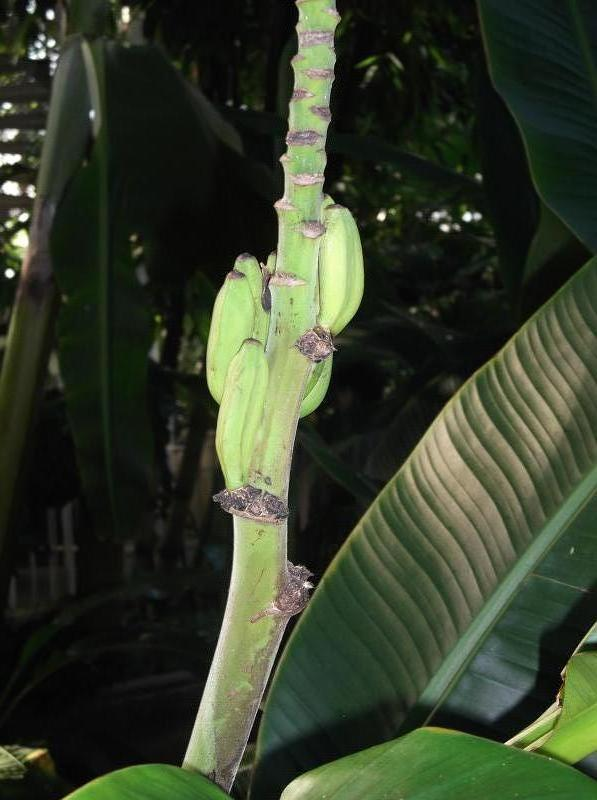
a termései

### Fordítás
- Ez a szócikk részben vagy egészben  a   Musa basjoo című angol Wikipédia-szócikk ezen változatának fordításán alapul.  Az eredeti cikk szerkesztőit annak laptörténete sorolja fel. Ez a jelzés csupán a megfogalmazás eredetét és a szerzői jogokat jelzi, nem szolgál a cikkben szereplő információk forrásmegjelöléseként.